# Hernstein (Herrschaft)
Die Herrschaft Hörnstein (auch Hernstein) war eine Grundherrschaft im Viertel unter dem Wienerwald im Erzherzogtum Österreich unter der Enns, dem heutigen Niederösterreich.

## Ausdehnung
Die Herrschaft umfasste zuletzt die Ortsobrigkeit über Hörnstein, Markt Piesting, Oberpiesting, Wopfing, Peisching, Waldegg, Oed und Neusiedl. Der Sitz der Verwaltung befand sich im Schloss Hernstein.

## Geschichte
Letzter Inhaber der Allodialherrschaft war Erzherzog Rainer, Vizekönig von Lombardo-Venetien. Nach den Reformen 1848/1849 wurde die Herrschaft aufgelöst.